# Французская территория афаров и исса
Францу́зская террито́рия афа́ров и и́сса (фр. Territoire français des Afars et des Issas) — заморская территория Франции, административный центр — город Джибути, существовавшая с 1967 по 1977 год. Названа по основному населению колонии: народностям афар и исса. Прекратила своё существование в 1977 году после ухода французских колонизаторов.

## История
До 1967 года территория называлась Французский берег Сомали (фр. Côte française des Somalis). В 1977 году был проведён референдум о выводе французских войск и колониальной администрации, в итоге 99,8 % избирателей проголосовало за отделение от Франции, после чего Французская территория афаров и исса прекратила своё существование, и на месте её появилась Республика Джибути с президентом Хасаном Гуледом Аптидоном, который поддерживал и агитировал население территории выйти из состава Франции.